# Trachyloma stipitatum
Trachyloma stipitatum là một loài rêu trong họ Pterobryaceae. Loài này được Mitt. mô tả khoa học đầu tiên năm 1864.